# Fort de la Crèche

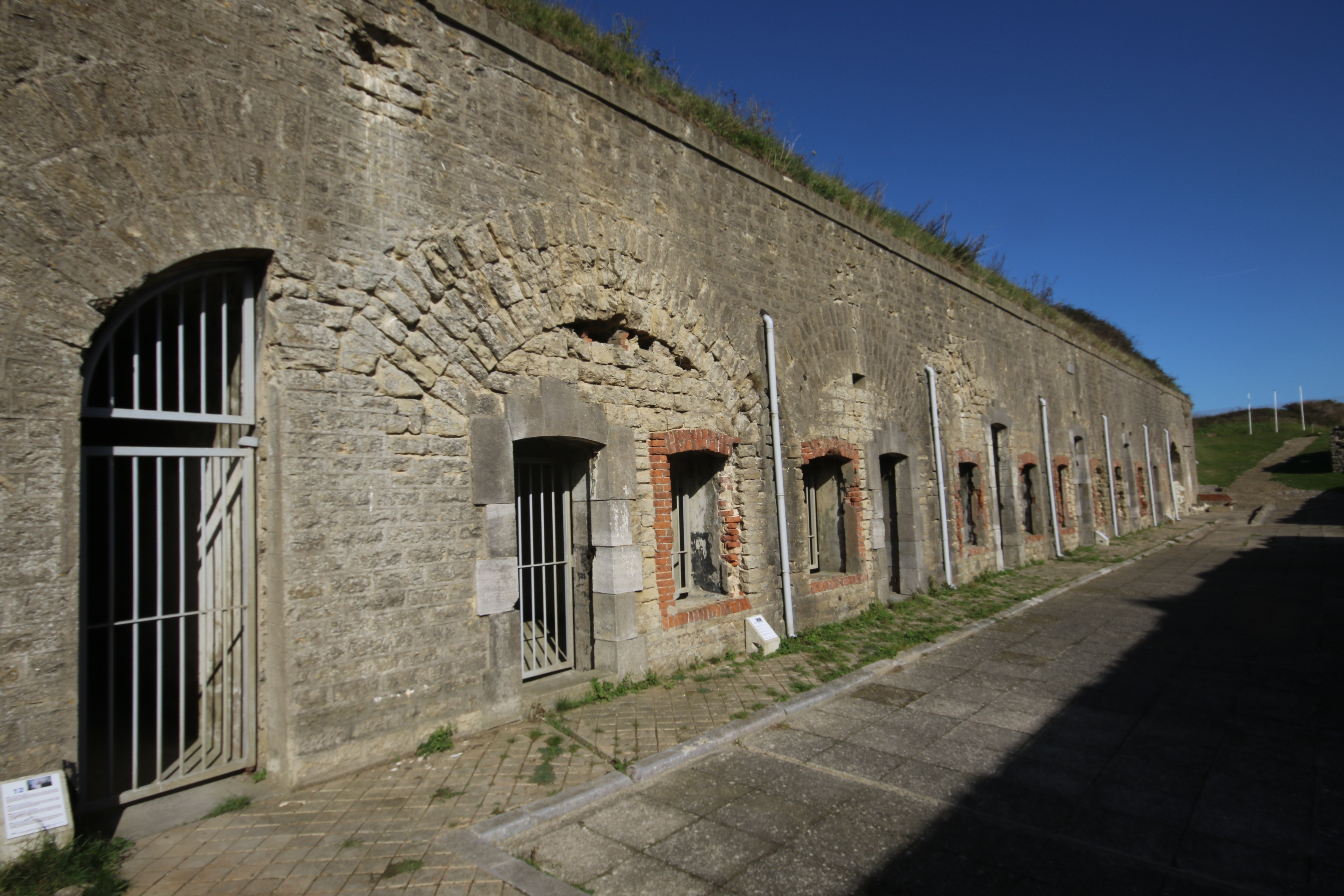
Fort de la Crèche

Het Fort de la Crèche is een fort nabij de in het departement Pas-de-Calais gelegen plaats Wimereux.

## Geschiedenis
Het Pointe de la Crèche is een klif. Hier bevond zich het Fort de Terlincthum, dat tussen 1806 en 1808 werd aangelegd in opdracht van Napoleon Bonaparte. Het bestond uit een verhoging die omgeven was door een stenen muur. Dit fort is gedeeltelijk in zee verdwenen.
In 1879 werd een nieuw fort gebouwd. Het is het meest noordelijke van een viertal forten die de haven van Boulogne-sur-Mer moesten beschermen. De forten bestonden uit een kazerne, een munitiemagazijn, enkele platformen voor geschut, en een put. Het fort werd omringd door een stenen muur en een droge gracht.
Tijdens de Eerste Wereldoorlog was het fort operationeel en speelde ook een logistieke rol. Tijdens de twee wereldoorlogen werd het fort gemoderniseerd. Op 23 mei 1940 bood de batterij weerstand aan de Duitse troepen, maar moest de strijd opgeven toen de munitie op was.
De bezetter nam bezit van het fort en versterkte het in 1944. Op 21 en 22 september 1944 werd het fort heroverd door Canadese troepen.